# مالایا ویشرا
شهر مالایا ویشرا (به روسی: Малая Вишера) در کشور روسیه و در اوبلاست نووگورود واقع شده‌است.